# Stemmatographia
La Stemmatographia, de son titre complet Stemmatografia sive Armorum Illiricorum delineatio, descriptio et restitutio, est un ouvrage du XVIIIe siècle contenant un armorial de pays et de régions d'Europe du Sud-Est et d'Europe de l'Est.
Les images héraldiques sont accompagnées de gravures et de textes expliquant les images.
Le livre joue un grand rôle dans l'éveil des peuples[pas clair] des Balkans et en particulier des Bulgares et des Serbes.